# San Isidro (Leyte)
San Isidro (Bayan ng San Isidro) är en kommun i Filippinerna. Kommunen ligger på ön Leyte, och tillhör provinsen Leyte. Folkmängden uppgår till 29 410 invånare.

## Barangayer
San Isidro är indelat i 19 barangayer.
| - Banat-e - Basud - Bawod (Pob.) - Biasong - Bunacan - Cabungaan - Capiñahan (Pob.) - Crossing (Pob.) - Daja-daku - Daja-diot | - Hacienda Maria - Linao - Matungao - Paril - San Jose - Taglawigan - Tinago - Busay - San Miguel |